# El Espavé
El Espavé est une ville de la province du Panama au Panama. Elle compte environ 1 200 habitants.